# Landgericht Illertissen
Das Landgericht Illertissen war ein von 1804 bis 1879 bestehendes bayerisches Landgericht älterer Ordnung mit Sitz in Illertissen im heutigen Landkreis Neu-Ulm. Die Landgerichte waren im Königreich Bayern Gerichts- und Verwaltungsbehörden, die 1862 in administrativer Hinsicht von den Bezirksämtern und 1879 in juristischer Hinsicht von den Amtsgerichten abgelöst wurden.

## Geschichte
Im Jahr 1804 wurde im Verlauf der Verwaltungsneugliederung Bayerns das Landgericht Illertissen errichtet. Dieses kam zum neu gegründeten Illerkreis mit der Hauptstadt Kempten und ab 1817 zum Oberdonaukreis, dem späteren Regierungsbezirk Schwaben. 1862 bildeten die drei Landgerichte Illertissen, Roggenburg und Babenhausen das Bezirksamt Illertissen. Die Landgerichte bestanden bis 1879 als Gerichtsbehörden weiter. Anlässlich der Einführung des Gerichtsverfassungsgesetzes am 1. Oktober 1879 wurde das Amtsgericht Illertissen errichtet, dessen Sprengel aus dem Landgerichtsbezirk bestand.

## Amtsgebäude
Das Landgericht Illertissen und das spätere Amtsgericht Illertissen hatten ihren Dienstsitz im Vöhlinschloss.

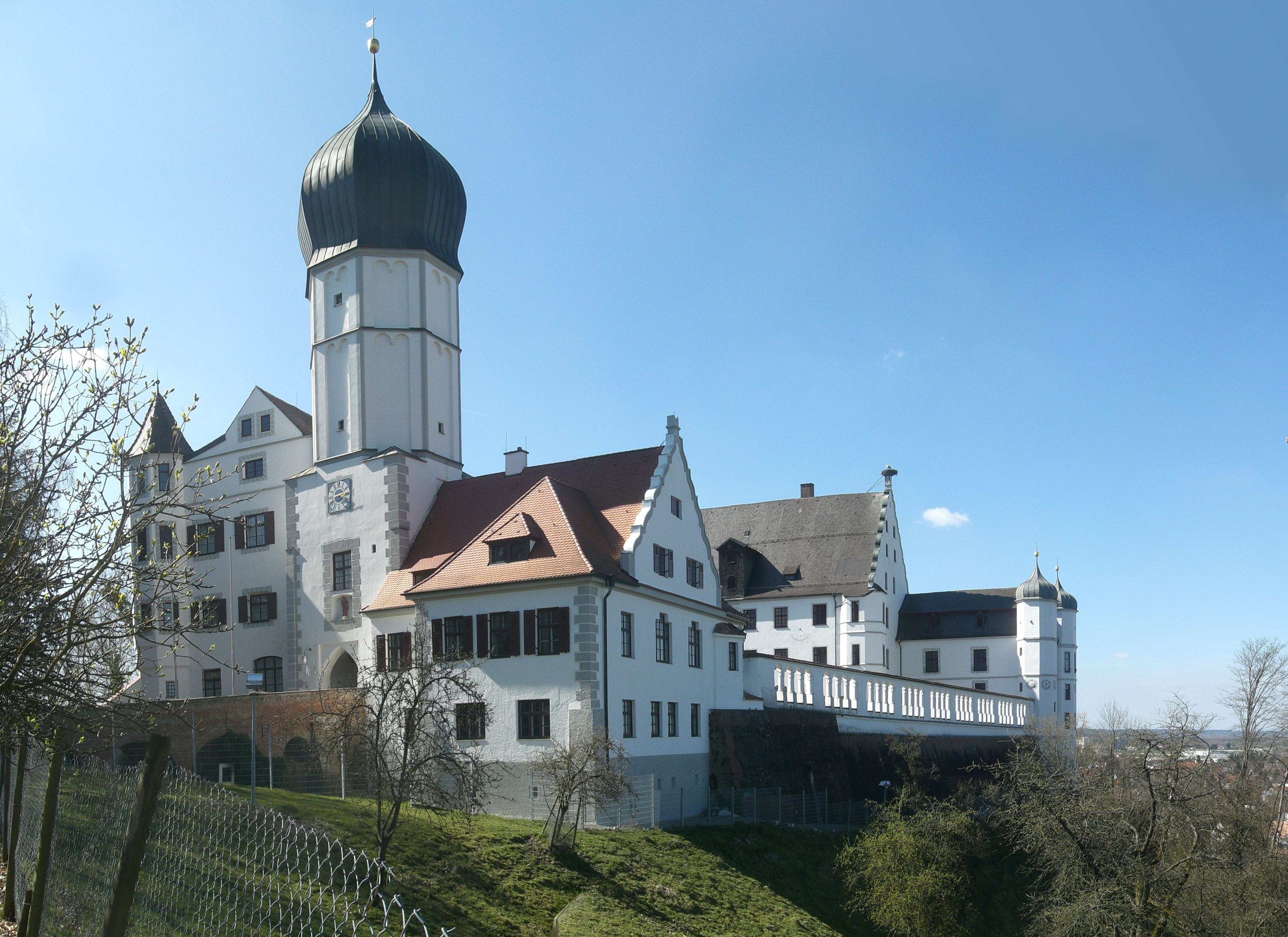
Vöhlinschloss, Sitz des Landgerichts
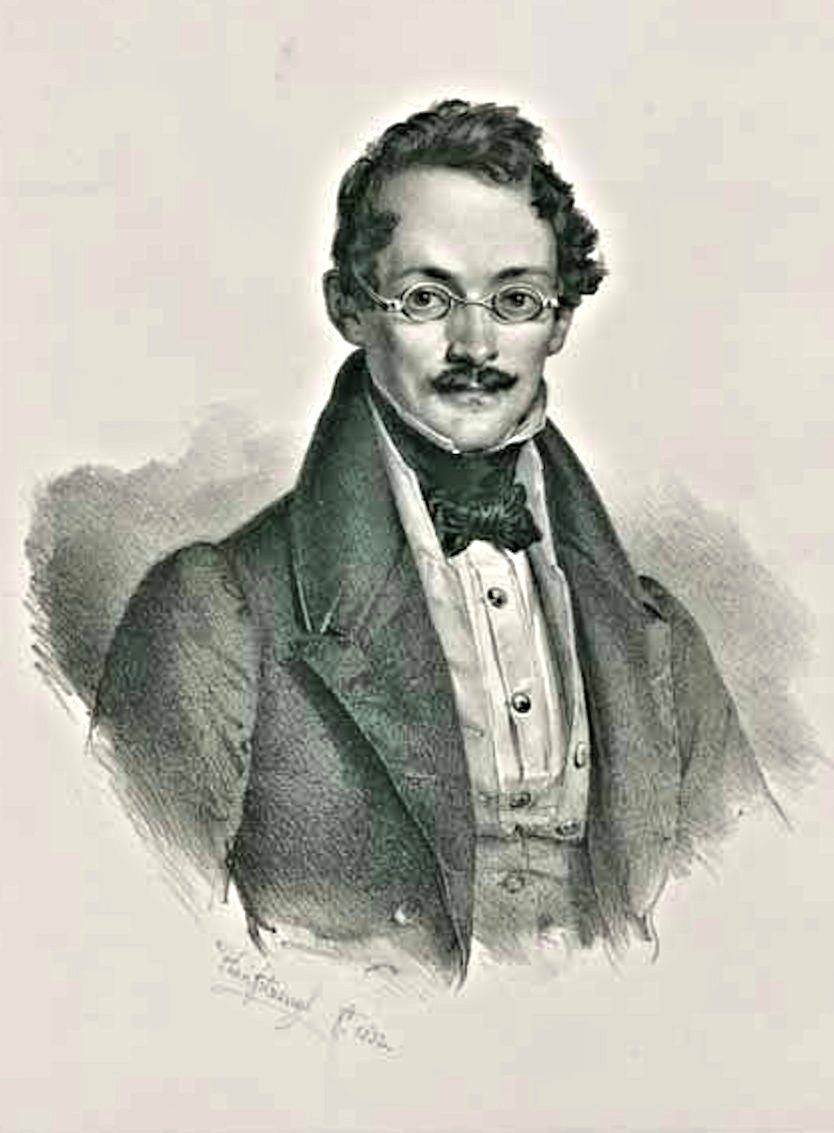
Johann Nepomuk von Ott, Landrichter